# Thabo Matlaba
Thabo Matlaba, född 13 december 1987 i Tembisa, Gauteng, är en sydafrikansk fotbollsspelare (försvarare) som spelar för Premier Soccer League-klubben Orlando Pirates.
Han gjorde sin landslagsdebut för Sydafrika den 14 maj 2011 i en vänskapsmatch mot Tanzania.